# Guangzhou sydbanegård
Guangzhou sydbanegård (kinesisk: 广州南, pinyin: Guǎngzhōu Nán Zhàntái) er en jernbanestation i Guangzhou i Kina for højhastighedstog. Herfra afgår tog mod Wuhan, Zhuhai (med let tilgang til Macao) og Hongkong.
Jernbanestationen ligger i Shibi i bydistriktet Panyu, ca. 15 km sydøst for centrum i Guangzhou, og nås over Guangzhou Metros linje 2 (endestationen) til resten af byen.
Jernbanestationen blev taget i brug i 2010 da højhastighedsbanen Wuhan-Guangzhou blev sat i drift. I 2011 kom Guangzhou–Zhuhai Intercity Mass Rapid Transit i drift. I 2012 blev Wuhan-Guangzhou forlænget nordover til Beijing. Fra denne station betjenes også Guangzhou–Shenzhen–Hong Kong Express Rail Link.